# 四
 (décembre 2023).
Si vous disposez d'ouvrages ou d'articles de référence ou si vous connaissez des sites web de qualité traitant du thème abordé ici, merci de compléter l'article en donnant les références utiles à sa vérifiabilité et en les liant à la section « Notes et références ».
四 (quatre) est un kanji composé de 5 traits et fondé sur 囗. Il fait partie des kyōiku kanji et est étudié en 1re année.
Il se lit シ (shi) en lecture on et よん (yon) ou よつ (yotsu) en lecture kun.

## Utilisation
Ce kanji est souvent utilisé comme un chiffre (voir 
一,
二,
三,
四,
五,
六,
七,
八,
九,
十,
百,
千,
万), il sert à compter en japonais.
Il est utilisé aussi dans les noms de mois en japonais avec le kanji 月 (à consulter pour plus d'informations).
En japonais, tout comme dans la plupart des langues, il existe une symbolique des chiffres ; ainsi, des deux principales prononciations de 四, よん (yon) est la plus courante car シ (shi) est associée à la mort puisque c'est aussi celle du kanji signifiant « mort » (死).